# 桂叶茶藨子
桂叶茶藨子（学名：Ribes laurifolium）为虎耳草科茶藨子属下的一个变种。

## 扩展阅读
維基物種上的相關：桂叶茶藨子